# Nación sin Estado
Las naciones sin Estado son comunidades que, aun teniendo las características culturales o identitarias asociadas habitualmente con una nación, no disponen de un Estado propio y, en muchos casos, no están reconocidas oficialmente como comunidades diferenciadas. Las naciones sin Estado, por lo tanto, están incluidas en Estados donde la nación predominante es otra, o repartidas entre diversos Estados.
La definición de qué es o no una nación sin Estado es subjetiva. Además, a menudo conviven en un mismo territorio personas con sentimientos nacionales muy diferentes. En otros, determinar cuál es el territorio exacto que corresponde a una nación puede ser difícil. En general, las naciones sin Estado cumplen, al menos, alguno de los tres criterios siguientes:
- Reconocimiento oficial por parte del Estado como comunidad nacional, nacionalidad o semejante.
- Presencia de rasgos culturales o lingüísticos bien definidos y diferenciados de los mayoritarios en el Estado.
- Existencia de un movimiento cultural o político que reivindique la existencia.